# Мюрисепп, Алексей Александрович
Алексей Александрович Мюрисепп (Мюрисеп) (эст. Aleksei Müürisepp, Алексей Мюйрисепп, 4 июля (17 июля) 1902, дер. Вялта, Лифляндская губерния, Российская империя — 7 октября 1970 года, Тарту Эстонской ССР, СССР) — советский эстонский государственный деятель, Председатель Совета Министров Эстонской ССР (1951—1961), Председатель Президиума Верховного Совета Эстонской ССР (1961—1970).

## Биография
В 1937 году окончил Томский электромеханический институт инженеров железнодорожного транспорта, в 1948 году — курсы переподготовки при ЦК ВКП(б).
- 1924—1926 гг. — в РККА,
- 1937—1942, 1943—1944 гг. — на Орджоникидзевской железной дороге,
- 1942—1943 гг. — на Красноярской железной дороге,
- 1944—1945 гг. — заведующий отделом электрификации Эстонской железной дороги,
- 1945 г. — заместитель заведующего транспортным отделом ЦК КП(б) Эстонии,
- 1945—1947 гг. — заместитель секретаря ЦК КП(б) Эстонии по топливу и энергетике,
- 1948 г. — заведующий Отделом лёгкой промышленности ЦК КП(б) Эстонии
- 1948—1949 гг. — секретарь ЦК КП(б) Эстонии
- 1949—1951 гг. — заместитель Председателя СМ Эстонской ССР,
- 1951—1962 гг. — Министр иностранных дел Эстонской ССР,
- 29 марта 1951 года — 12 октября 1961 года — Председатель Совета Министров Эстонской ССР,
- 12 октября 1961 года — 7 октября 1970 года — Председатель Президиума Верховного Совета Эстонской ССР.

Член ВКП(б) с 1926 года. Кандидат в члены ЦК КПСС (1952—1966). Член Центральной Ревизионной Комиссии КПСС (1966—1970). Депутат Верховного Совета СССР 4-8 созывов.
Брат — Василий Мюрисеп (1910—1995) — главный технолог Горьковского авиастроительного завода имени С.Орджоникидзе (ныне ОАО "НАЗ «Сокол»). Герой Социалистического Труда.
Сын — Александр Мюрисеп (полковник, начальник УНР-359:Таллин).

## Награды и звания
Награждён четырьмя орденами Ленина, двумя другими орденами.